# Danilo Medina
Danilo Medina Sánchez (Arroyo Cano, Provincia Benefactor; 10 de noviembre de 1951) es un político y economista dominicano. Fue el 66.º presidente de la República Dominicana desde el 16 de agosto de 2012 hasta el 16 de agosto de 2020.

## Biografía
Danilo Medina Sánchez nació en Arroyo Cano, municipio de Bohechío, una comunidad rural de la provincia San Juan de la Maguana, al sur de la República Dominicana, el 10 de noviembre de 1951. Fue el primero de ocho hermanos, entre ellos Lucía Medina, fruto del matrimonio entre Juan Pablo Medina y Amelia Sánchez.
De niño, "Nano", como lo llamaban sus familiares y amigos, era tranquilo, sosegado, estudioso y muy tímido. Su determinación por estudiar lo llevó a mudarse a la capital del país a los doce años, afirmando que "quería ser alguien en la vida".
Completó sus estudios primarios en la Escuela Pública Francisco del Rosario Sánchez y concluyó los secundarios en el Liceo Pedro Henríquez Ureña, donde se graduó como bachiller en Ciencias Comerciales. En 1968, se convirtió en miembro de la Asociación Democrática de Estudiantes Sanjuaneros (ADES).
En 1970, junto a un grupo de compañeros, fundó la sección en San Juan del Frente Revolucionario Estudiantil Nacionalista (FREN), una organización de orientación perredeísta que agrupaba a la mayoría de los estudiantes secundarios del país. En 1972, se trasladó a la capital para iniciar sus estudios universitarios y completar su formación profesional. Ingresó a la Universidad Autónoma de Santo Domingo (UASD) para estudiar Ingeniería Química, carrera que culminó en 1978.
En 2012, el entonces coordinador de la Oficina de No Plagio de Tesis de la Universidad Autónoma de Sato Domingo (UASD) acusó al recién electo presidente, junto con otros miembros del Partido de la Liberación Dominicana, como Temístocles Montás y Félix Bautista, de plagiar sus tesis. En el caso de Medina, se alegó la no culminación de su carrera. El funcionario fue despedido y, al no presentarse pruebas, el caso fue considerado un ataque político.
Durante su tiempo en la UASD, Medina militó en el Frente Universitario Socialista Democrático (FUSD), organización vinculada al perredeísmo. Fue elegido por aclamación secretario general del grupo estudiantil en la Facultad de Ingeniería y Arquitectura, además de ser miembro de la Asamblea de la Facultad y del Claustro Universitario.
A fines de 1973, cuando el profesor Juan Bosch dejó el Partido Revolucionario Dominicano para fundar el Partido de la Liberación Dominicana, la mayoría de los líderes y militantes del FUSD lo siguieron.
Para financiar sus estudios, Medina ingresó al servicio público en 1973, aceptando un empleo en la Dirección General de Aduanas, donde trabajó en la sección de valoración de mercancías hasta 1980. En 1982, ingresó a la Escuela de Economía del Instituto Tecnológico de Santo Domingo (INTEC), donde se graduó con honores magna cum laude en 1985 como licenciado en Economía.
El 29 de mayo de 1987, Medina se casó con Cándida Montilla Espinal, licenciada en Psicología y estudiante de Medicina. Juntos tienen tres hijas: Candy Sibely, Vanessa y Ana Paula.

## Liderazgo político

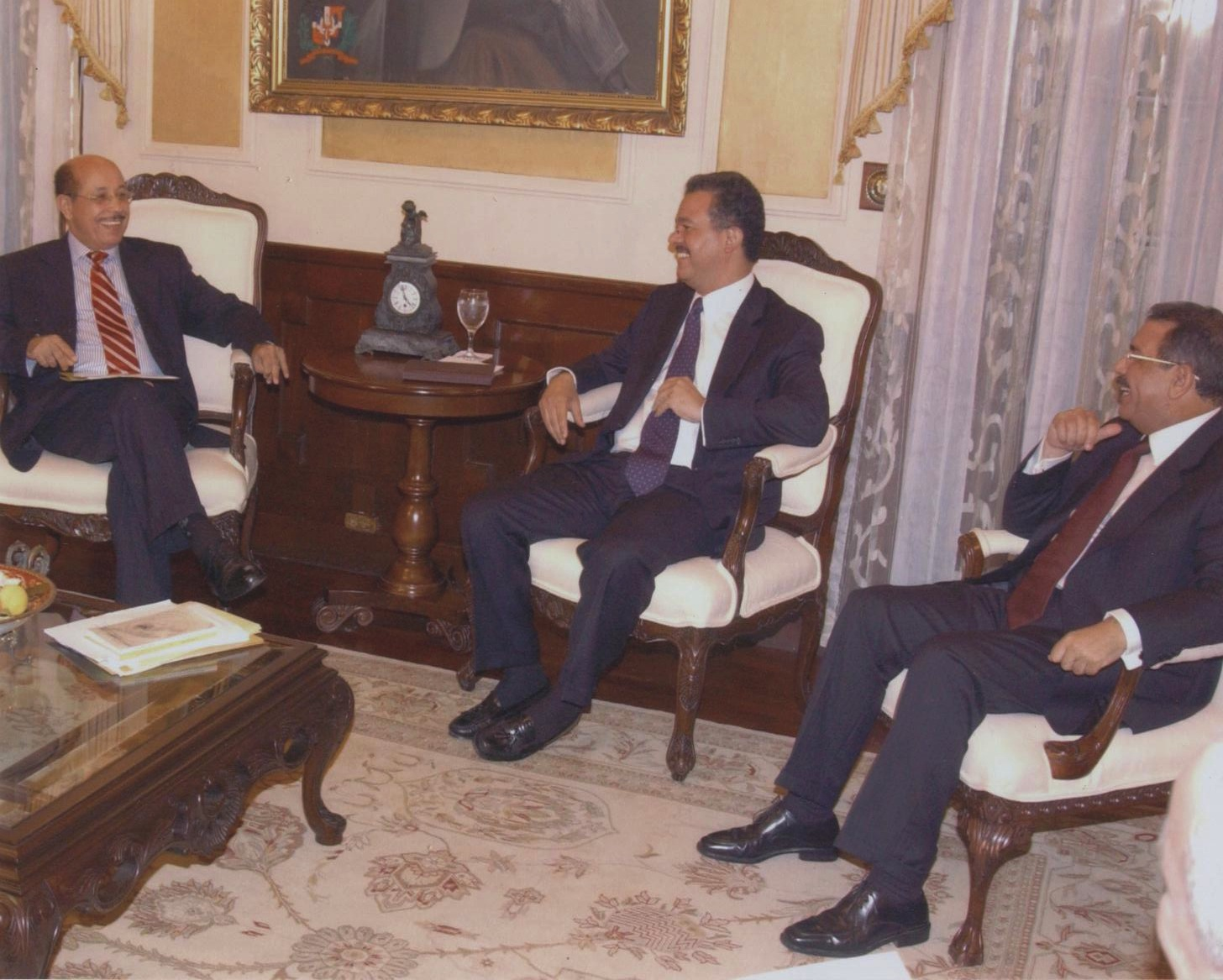

La carrera política de Danilo Medina se inició con el PRD en el año 1973, junto a sus compañeros del Frente Universitario Socialista Democrático (FUSD). Más tarde apoyó el proyecto de Juan Bosch de fundar el Partido de la Liberación Dominicana. En 1974 participó activamente en la Fundación del Frente Estudiantil de Liberación (FEL), la nueva organización estudiantil que promovía las orientaciones políticas de Juan Bosch.[cita requerida]
Ya en el PLD asumió múltiples cargos como vicesecretario de organización, miembro del Comité Central y miembro del Comité Político. También fue seleccionado como jefe de campaña para las elecciones de 1994, las últimas en las que participó Juan Bosch como candidato a la presidencia de la República, y posteriormente para las elecciones de 1996, que culminaron con el triunfo electoral de Leonel Fernández Reyna, candidato presidencial del Partido de la Liberación Dominicana.[cita requerida]
En el año 2000 fue elegido por las bases del Partido como candidato a la presidencia de la República, elecciones que posteriormente perdió frente al candidato del PRD Hipólito Mejía en gran medida por no contar con el apoyo del entonces líder de la organización política Leonel Fernández y sus seguidores. En las elecciones del 2004 fue director de estrategia y asesor de campaña del candidato a la presidencia de la República Dominicana, Leonel Fernández, quien resultó presidente electo para el periodo 2004-2008 y, posteriormente, en 2008-2012. En el 2007 renunció a su cargo de ministro de la presidencia (secretario de Estado, en ese entonces) para dedicarse a su propio proyecto político, que lo llevaría a ser el candidato por el PLD a la presidencia y posteriormente Presidente de la República en el año 2012.[cita requerida]
Ha ejercido distintas funciones dentro del Estado. Fue diputado ante el Congreso de la República, en los años 1986, 1990 y 1994.  Durante el período constitucional 1990-1994 fue vocero del bloque del PLD y presidente de la «Comisión de asuntos sociales y provisionales del Parlamento Latinoamericano» (PARLATINO), con sede en Brasil.  En la legislatura del 1994 fue elegido presidente de la Cámara de Diputados.

### Candidato presidencial (2000)
En el año 2000 fue elegido por las bases del Partido de la Liberación Dominicana como candidato a la Presidencia de la República, tras una contienda interna con el entonces vicepresidente de la República, Jaime David Fernández Mirabal, y el entonces Ministro de Turismo, Félix Jiménez. Aunque las encuestas de opinión mostraban una mayoría decisoria a favor de Fernández Mirabal, Medina se impuso.[cita requerida]
El resultado de las votaciones dieron como ganador al candidato del partido opositor Hipólito Mejía (PRD). Danilo Medina obtuvo el 24.94 % de los resultados totales e Hipólito Mejía un 49.87 %. Aunque la ley electoral dominicana establece que para ganar las elecciones es necesario obtener el 50 % + 1 del total de votos válidos, Danilo Medina se retiró de la contienda con el fin de no suscitar más gastos al país con una segunda vuelta electoral. También por la poca probabilidad de que en una Segunda Vuelta, pudiera derrotar a Mejía, sin el pleno apoyo del Partido Reformista Social Cristiano (PRSC).

### Búsqueda de la nominación presidencial (2008)
En las elecciones presidenciales del año 2004 fue el director de Estrategia y asesor de Campaña del Candidato a la presidencia de la República Dominicana, Leonel Fernández, quien resultó presidente electo por el periodo 2004-2008. Fue además presidente de la Comisión de Transición de Mando.[cita requerida]
Danilo Medina ocupó por segunda vez el cargo de Secretario de Estado de la Presidencia, renunciando para disputarle la nominación presidencial del Partido de la Liberación Dominicana (PLD) al entonces Presidente de la República, Leonel Fernández. En las primarias internas del PLD en mayo de 2007 Leonel Fernández alcanzó 403 577 votos (71.55 %) mientras que Medina apenas alcanzó 160 505 (28.45 %).[cita requerida] En ese entonces Medina proclamó que "el Estado lo había derrotado" luego de ver el evidente uso desmedido de los recursos del estado en su contra por parte del entonces presidente Leonel Fernández y su gabinete, iniciando una rivalidad interna con Fernández.[cita requerida] El 49.09 % de la militancia activa del partido concurrió a los centros de votaciones a depositar su voto a favor de su candidato preferido; el 50.91 % se abstuvo de hacerlo. Fernández competiría contra el candidato del PRD en las elecciones del 16 de mayo de 2008 y obtendría los votos necesarios para ascender por tercera vez a la Presidencia de la República Dominicana.[cita requerida]

### Campañas presidenciales

#### Campaña presidencial de 2012

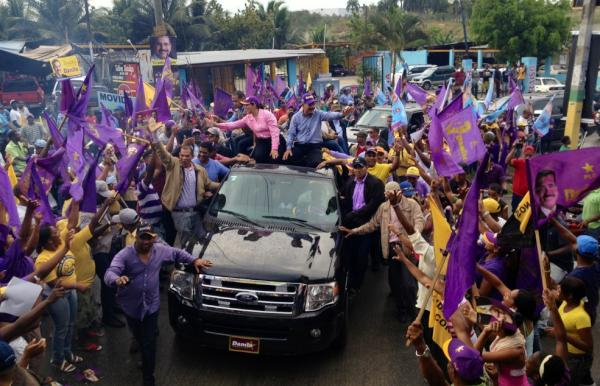

Tras la derrota del año 2007 frente a Leonel Fernández, Danilo Medina Sánchez mantuvo un bajo perfil durante el año 2009 donde apenas se le vio públicamente en contadas ocasiones. En el año 2010 anunció su interés por buscar la nominación presidencial del PLD por tercera vez (ya lo había hecho en el 2000 y 2008). A finales de 2010 otros miembros destacados del PLD habían hecho igual declaración de intereses, entre ellos: Rafael Alburquerque, Franklin Almeyda Rancier, Francisco Domínguez Brito y José Tomás Pérez.[cita requerida]
No obstante la indefinición de Fernández, en un estudio de una encuestadora local en el mes de enero de 2011, a la pregunta cerrada: “De los siguientes líderes políticos del PLD, ¿quién es el mejor candidato para las elecciones del 2012?” el 46.7 % dijo Danilo Medina; 32 % Rafael Alburquerque; 7.4 % Francisco Domínguez Brito; 6.7 % José Tomás Pérez, Alburquerque, Camilo, Segura ni Javier García hicieron públicas aspiraciones a la nominación presidencial.
Desde mediados del año 2010 Medina ha afirmado que basaría sus aspiraciones a la presidencia en su propuesta de apostar al desarrollo a través de la incorporación de millones de dominicanos y dominicanas que se encontraban están excluidos de la economía formal, incorporándoles al mercado y así aumentar el nivel de consumo y demanda en el mismo, abogó con éxito por una transformación al sector agropecuario, al sistema educativo y a la seguridad pública.[cita requerida]
El 26 de junio de 2011, Medina fue declarado ganador de las primarias del PLD, ganándole a sus contrincantes José Tomás Pérez, Francisco Domínguez Brito y Radhamés Segura. Medina se convirtió así en el futuro contendiente de su más fuerte opositor, el PRD, para las elecciones presidenciales de 2012.
En noviembre de 2011 anunció que la primera dama Margarita Cedeño sería su compañera de boleta como candidata vicepresidencial del Partido de la Liberación Dominicana para las elecciones presidenciales de 2012, aunque antes que esto hubo un cierto conflicto interno en el partido debido a que una parte de los miembros apoyaba como candidata presidencial a Margarita Cedeño. El 20 de mayo de 2012 Danilo Medina Sánchez resultó ganador de los comicios con un 51.24 % frente a un 46.93 % de Hipólito Mejía, su opositor más importante.

## Presidencia

### Primer mandato (2012-2016)
Danilo Medina venció a su rival político Hipólito Mejía, el 20 de mayo del 2012, luego de las más reñidas elecciones de la década, pasando así a ser el presidente Constitucional de la República Dominicana. El 16 de agosto de 2012 con la presencia de más de 14 mandatarios y con más de 70 países representados Medina juró ante el Congreso y ante los Dominicanos como el presidente de la República oficializando así su título de mandatario. 

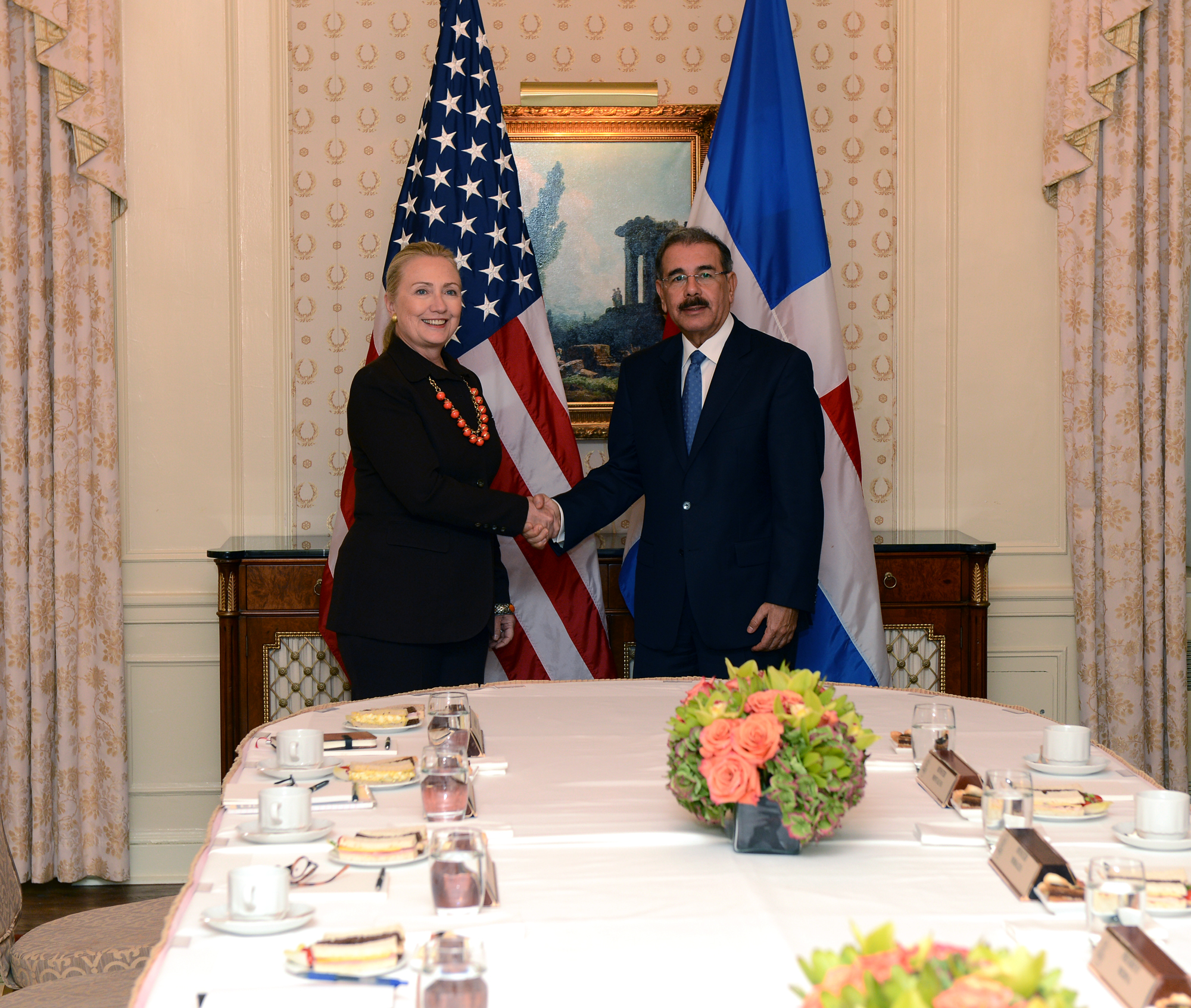
Hillary Clinton y Danilo Medina

Durante su presidencia ha sido notable su elevado nivel de aprobación , alcanzando el 62,3% en septiembre de 2014 de acuerdo con Gallup.

#### Toma de Posesión
En la toma de posesión de Danilo Medina participaron 14 mandatarios, entre ellos, Juan Manuel Santos, Michel Martelly, Ricardo Martinelli, el vicepresidente de la República de Corea y representantes de la Santa Sede y de más de setenta países.
También estuvo el príncipe de Asturias, Felipe de Borbón y Grecia, en ese momento heredero al trono y quien actualmente ostenta la corona del Reino de España.

#### Cambios
El viernes 19 de julio del 2013, mediante el decreto 209-13 sustituyó a Josefina Pimentel por Carlos Amarante Baret en el Ministerio de Educación. También mediante este decreto sustituyó a las viceministras de Pedagogía, Administración y Asuntos Técnicos, siendo el primer gran cambio de su gabinete en casi un año de gobierno.

#### Reforma y déficit fiscal
Al cerrar el año 2012 República Dominicana se encaminaba a un déficit fiscal de 6.6 % del PIB (equivalente a RD$153,803.2 millones del presupuesto nacional) debido a la diferencia entre los ingresos recaudados ese año (RD$384,425 millones) y los gastos (RD$454,727 millones) que se generaron. Esta situación económica derivó en un proyecto de reforma tributaria, el cual planteaba ampliar los ingresos del Estado mediante la ampliación y aumento de algunos impuestos, para poder hacer frente a la situación venidera en 2013.  
El déficit fiscal generado al final de año 2012 fue causado por la reducción en las recaudaciones del Estado, el aumento del subsidio eléctrico,  lo cual derivó en un aumento del gasto. 
Un déficit fiscal tiene lugar cuando la cuantificación de los ingresos corrientes esperados resultan inferiores a los gastos ejecutados  por el Gobierno, razón por la cual, al caer los ingresos del Estado en el año 2012 lo presupuestado para ese año fiscal quedó por debajo de lo esperado, generando el déficit anteriormente mencionado.

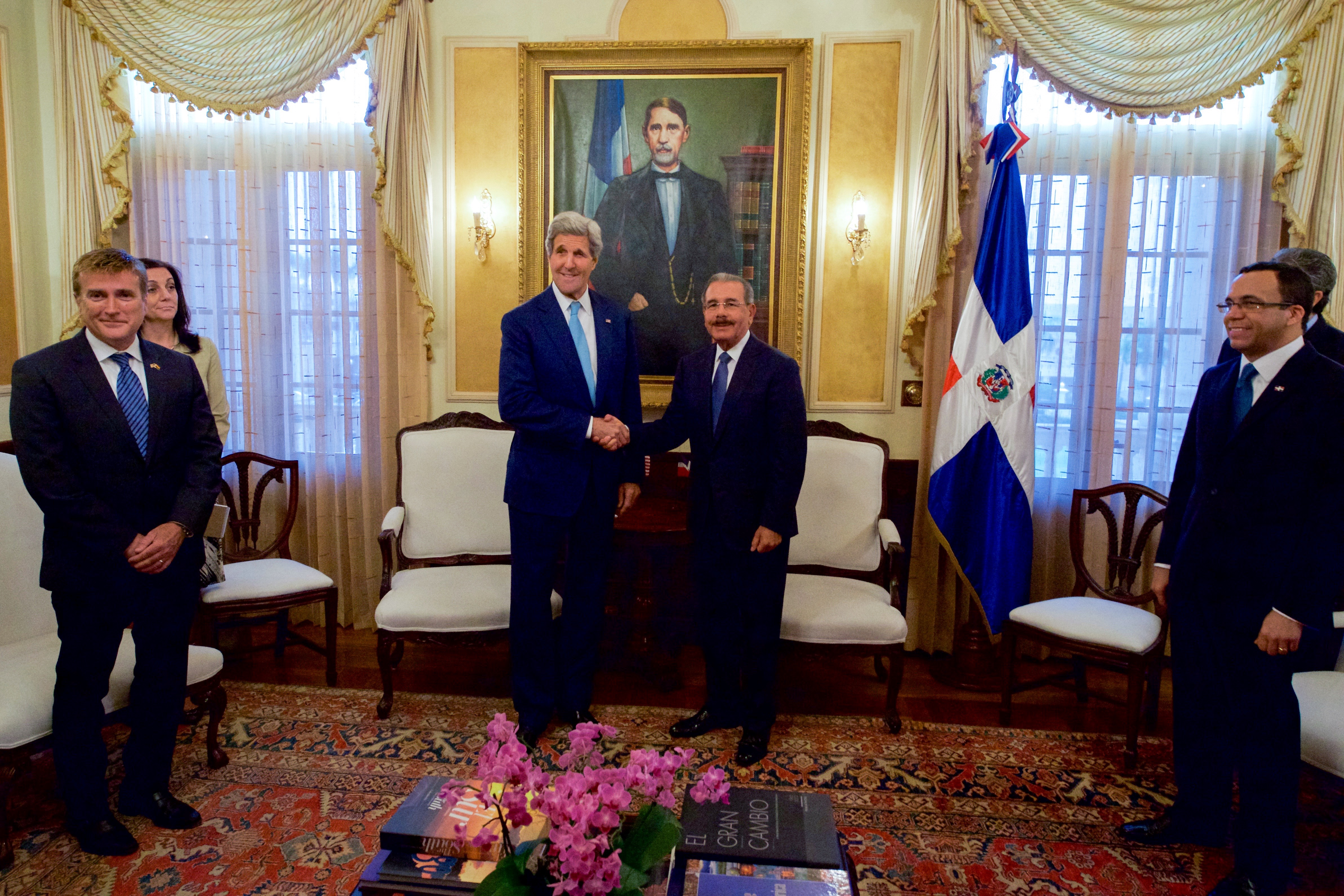

Al asumir la Presidencia, Danilo Medina estableció que para subsanar la economía en el año 2013 era necesario aumentar la presión tributaria, un (18 %), y así poder cumplir con los compromisos del Estado, entre los cuales se encontraba asignar el 4% del PIB para la educación preuniversitaria en el presupuesto nacional para el año 2013, cumpliendo así, por primera vez en la historia, con lo establecido por ley.
La reforma tributaria planteada por el Gobierno Central incluyó aumento del impuesto a la transferencia de bienes y consumo (ITBIS) de un 16% a un 18% para los productos que ya tributaban. Ampliación de la base impositiva en materia alimentaria, iniciando con un 8 % en 2013 y aumentando sustancialmente hasta el 2016.
Con el aumento de los ingresos, el Estado dominicano no solo aspiró a paliar el déficit fiscal existente sino también a recaudar los fondos  necesarios, si no que también para el apoyo económico necesario para desarrollar programas tales como el apoyo a las Pequeñas y Medianas Empresas (Pymes) y a la Agricultura dominicana. Además de un apoyo sustancial al desarrollo turístico y educativo.

#### Crisis diplomática con Haití y sentencia del Tribunal Constitucional

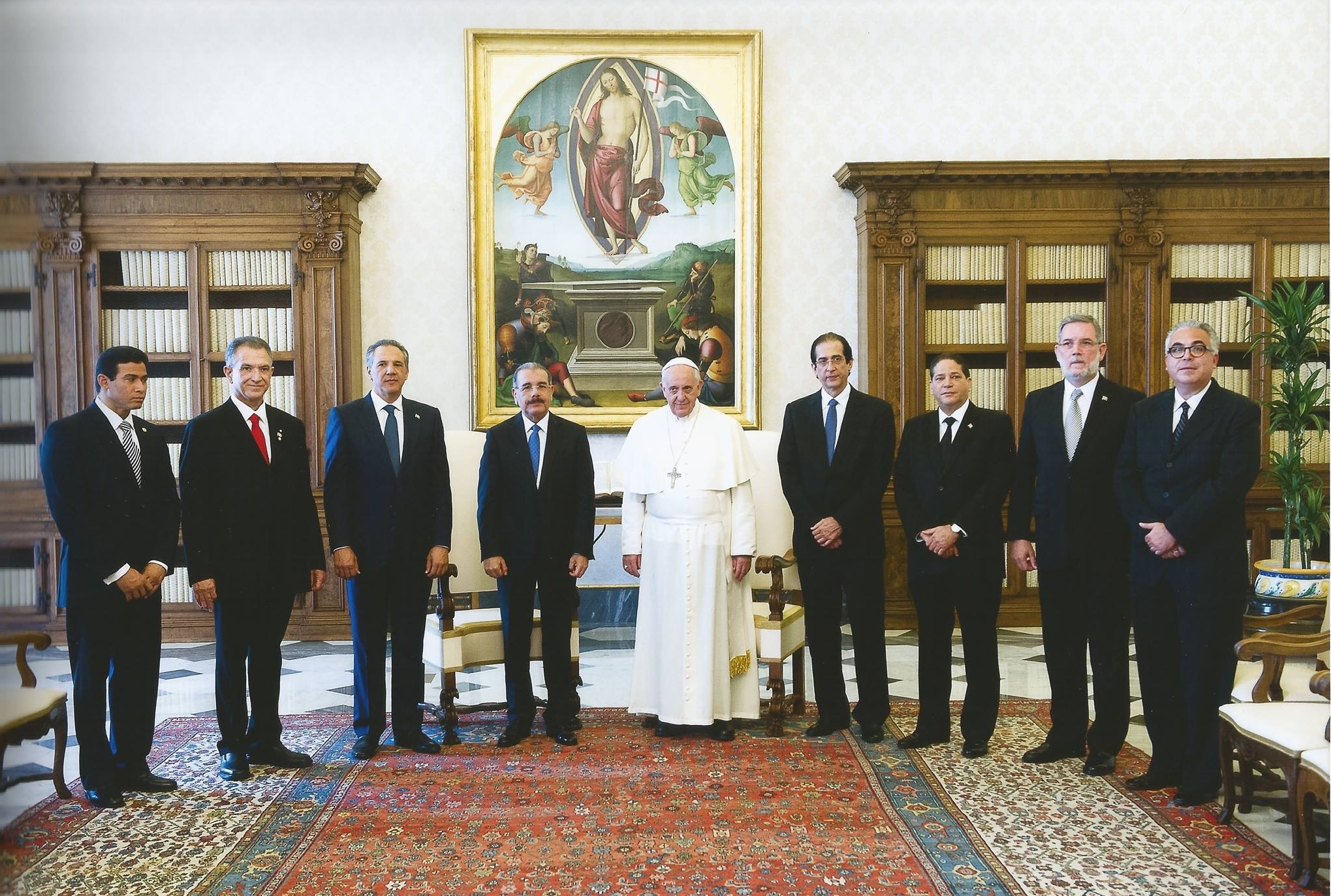

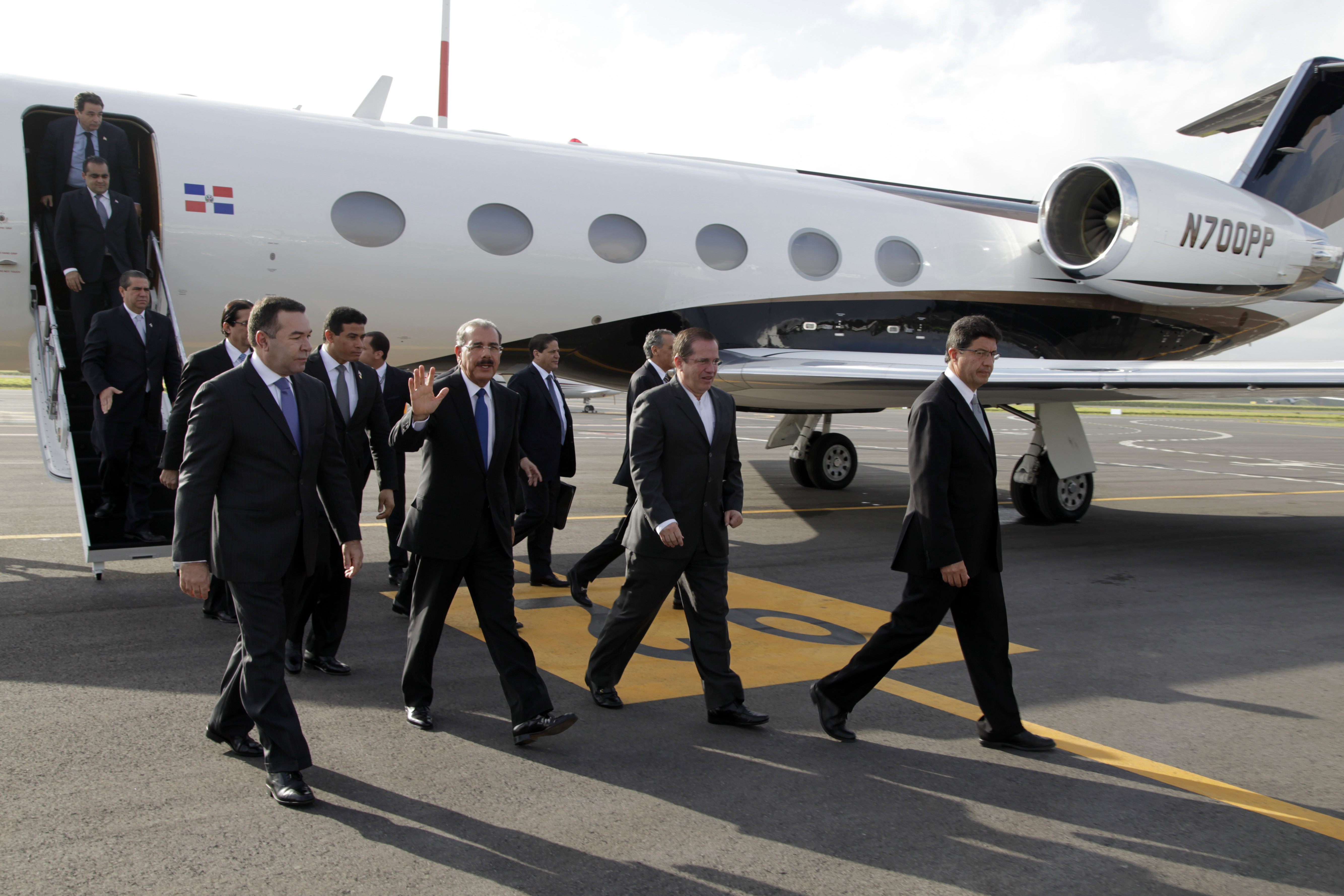

El 23 de septiembre de 2013 el Tribunal Constitucional de la República Dominicana emitió la sentencia 168 en la cual establece que los hijos de todos los extranjeros en tránsito nacidos en ese país después de 1929 no son dominicanos. La medida ha afectado directamente a 458.233 trabajadores haitianos residentes en ese país. El 1 de octubre, Haití retiró a su embajador designado ante la República Dominicana.

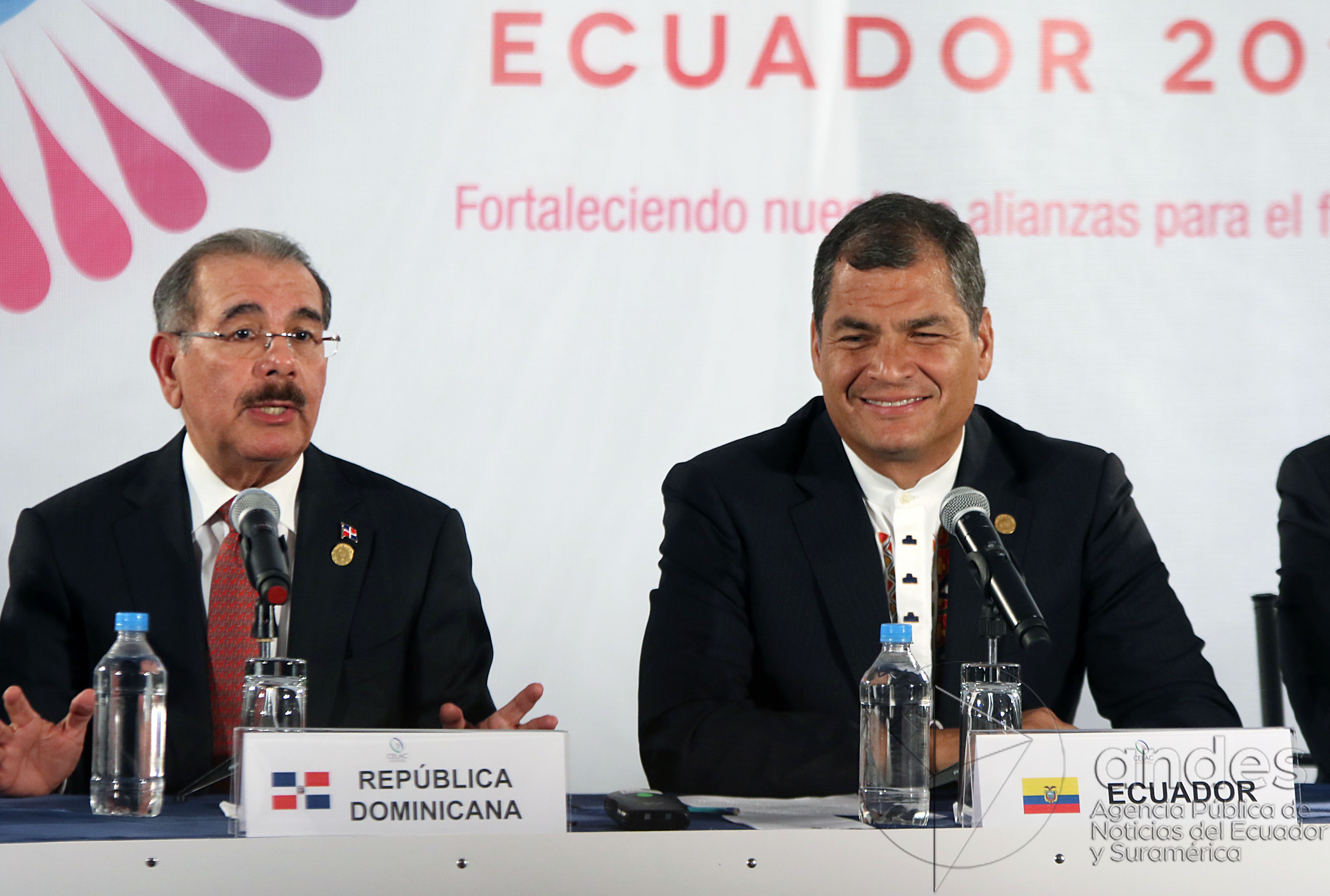

### Segundo mandato (2016-2020)

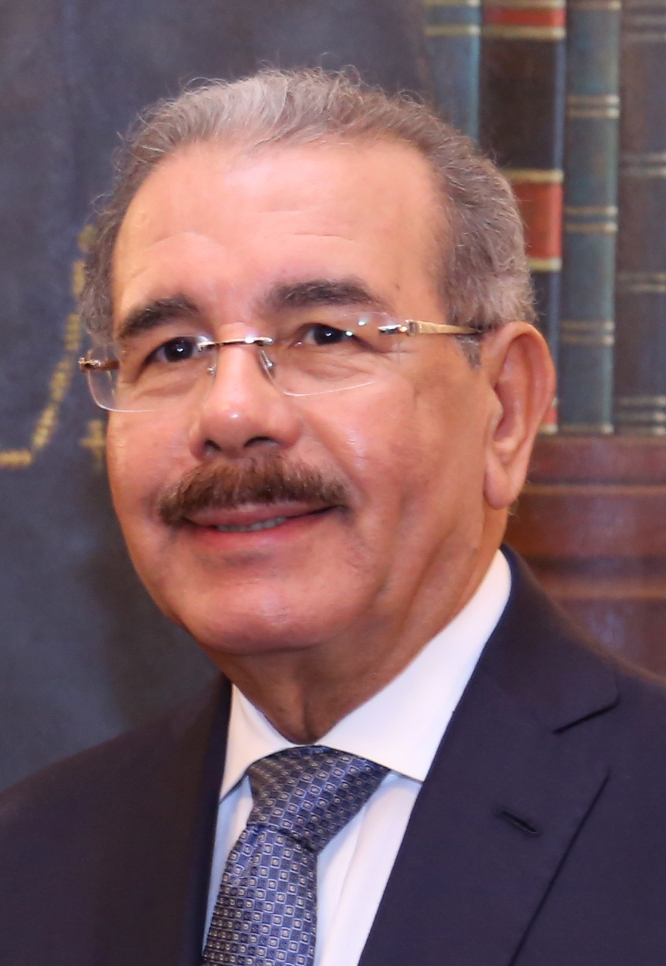
Danilo Medina en 2016

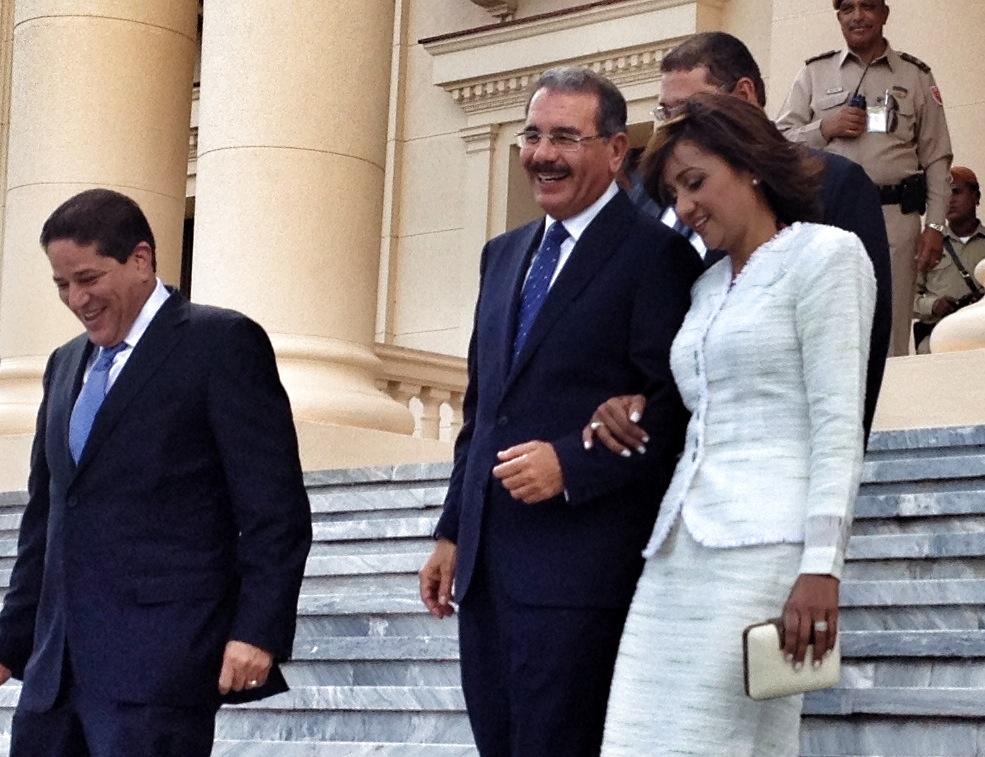

#### Toma de posesión
Para su segunda toma de posesión estuvieron presentes los presidentes Nicolás Maduro de Venezuela, Rafael Correa de Ecuador, Evo Morales de Bolivia, Juan Carlos Varela de Panamá, Jimmy Morales de Guatemala, Juan Orlando Hernández de Honduras y Jocelerme Privert de Haití, así como el rey emérito de España Juan Carlos I. También asistieron vicepresidentes, primeros ministros y representantes de más de 39 países, entre ellos Antigua y Barbuda, Argentina, China Taiwán, Costa Rica, Cuba, Jamaica, y San Martín.
Los legisladores de la oposición no asistieron a la toma de posesión en protesta por el alegado fraude electoral de las elecciones generales pasadas.

#### Caso Odebrecht

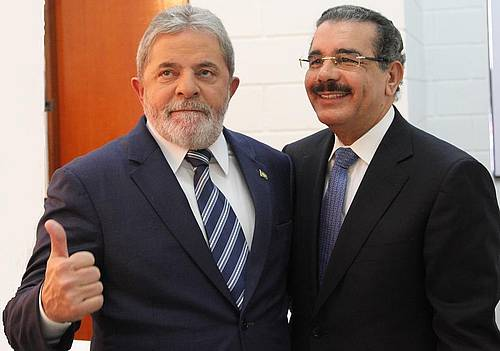

Según los funcionarios judiciales estadounidenses, entre los años 2001 y 2014, Odebrecht estuvo relacionado con pagos ilícitos por valor de US$92 millones de dólares en República Dominicana, durante varios gobiernos que le habrían dado beneficios económicos y contratos por más de US$163 millones de dólares, en otros contratos de construcción de obras públicas en ese país durante gobiernos pasados.
La Procuraduría General de la República de la nación caribeña ya dijo que "actuará con toda responsabilidad" en el caso, aunque por el momento solo conocía la información publicada en la web del Departamento de Justicia de Estados Unidos. 
Como ente activo, la PGR no ha solicitando formalmente a las autoridades correspondientes de Estados Unidos, toda la información recopilada en la referida investigación sobre las actuaciones de Odebrecht en República Dominicana durante gobiernos pasados y los gobiernos de Danilo Medina, el Ministerio Público a través de comunicados solo a publicado mentiras. En un trabajo publicado por la cadena internacional Telesur, el 2 de febrero de 2017, elaborado por el analista político Geovanny Vicente Romero, la relación estrecha entre el sector privado y el sector público dominicano queda al descubierto cuando tanto el presidente Danilo Medina, como el procurador general Jean Alain Rodríguez y miembros de la prensa, son señalados como personas que asistieron a eventos organizados por las empresas del único sospechoso del caso hasta la fecha, el empresario Ángel Rondón, de acuerdo a varias fotografías. El estudio hace un análisis del caso en cinco países, quedando la República Dominicana como el país con mayor cantidad de sobornos.

### Encuestas comparativas
En su primera gestión de gobierno, 2012-2016, según un supuesto sondeo de la firma Mitofsky, fue considerado el presidente con el mayor índice de popularidad de América Latina.

## Después de la presidencia de la República
Al abandonar la presidencia de la República Dominicana el 16 de agosto de 2020, Medina ha mantenido un perfil bajo y ha evitado aparecer en la prensa para concentrarse en la transformación del Partido de la Liberación Dominicana que quedó muy debilitado tras los comicios de julio de 2020. 
En noviembre de 2020, Medina, conjuntamente con quien fuera su vicepresidenta, Margarita Cedeño de Fernández, se juramentó como diputado del Parlamento Centroamericano (PARLACEN), en su calidad de expresidente y exvicepresidenta, respectivamente.
A finales de noviembre de 2020, en una operación llamada "Anti-Pulpo", el Ministerio Público realizó una serie de allanamientos y arrestos de exfuncionarios de la administración de Medina, señalados de corrupción. Luego de estos allanamientos, 10 personas quedaron detenidas como parte de una supuesta mafia que presumiblemente se dedicaba a usar su influencia para desviar dinero del Estado. Entre estas personas detenidas destacan dos hermanos de Danilo Medina: Juan Alexis Medina Sánchez y Magalys Medina Sánchez.

### La operación "Anti-Pulpo"
A partir del 29 de noviembre del 2020, las dos administraciones del expresidente Medina Sánchez se han visto empañadas después de que la Procuraduría Especializada de Persecución de la Corrupción Administrativa (PEPCA), en una operación encubierta denominada “Operación Antipulpo” arrestó a varias personas entre los que se encontraban dos hermanos del expresidente, que según el ente judicial, presuntamente habían creado un entramado de corrupción que estafó al Estado dominicano por miles de millones de pesos.
Entre los imputados se encuentran hasta la fecha, Alexis Medina Sánchez y Carmen Magalys, ambos hermanos del expresidente, al igual que alrededor de dos decenas de exfuncionarios más, que según la fiscalía dominicana supuestamente actuaron bajo el “escudo protector y el apoyo de la Presidencia de la República” que encabezó el expresidente Medina Sánchez.
El 17 de diciembre de 2021, Wilson Camacho, titular de la Procuraduría Especializada de Persecución de la Corrupción Administrativa (PEPCA) presentó ante el Tercer Juzgado de la Instrucción del Distrito Nacional la acusación formal del Caso antipulpo en un amplio expediente probatorio cercano a las 3.500 páginas donde describe detalladamente las alegadas múltiples conductas criminales de los acusados.
Sin embargo, el Partido de la Liberación Dominicana ha salido en defensa del exmandatario y presidente de esa organización acusando al actual gobierno de usar al Ministerio Público Dominicano para desacreditar la imagen del expresidente Danilo Medina.

### Salud
El presidente Danilo Medina anunció el 22 de marzo de 2023 que había sido diagnosticado con cáncer de próstata desde hace algunos meses atrás, sin especificar el estado de su enfermedad, aseguró que los médicos afirmaron que la enfermedad que padece es "curable", también anunció que comenzaría tratamiento en los Estados Unidos. Esta información confirma los rumores que desde hacían meses circulaban en torno a la salud del exmandatario, quien luce muy desmejorado físicamente.

## Genealogía
Entre sus parientes más destacados se encuentra su primo segundo, el coronel Francisco Alberto Caamaño, presidente de la República Dominicana en 1965. Entre sus ancestros españoles se encuentran el vizcaíno Juan de Arambule y su esposa Ana de Maldonado, los sevillanos Alonso de Medina y María Díaz, además de colonos canarios que se asentaron en Hincha y Baní.
|  |                                                |  |  |  |  |  |  |  |  |  |  |  |  |  |  |  |
|  | 16. Juan Pablo Medina Báez                     |  |  |  |  |  |  |  |  |  |  |  |  |  |  |  |
|  |                                                |  |  |  |  |  |  |  |  |  |  |  |  |  |  |  |
|  |                                                |  |  |  |  |  |  |  |  |  |  |  |  |  |  |  |
|  | 8. Gaspar Medina Báez                          |  |  |  |  |  |  |  |  |  |  |  |  |  |  |  |
|  |                                                |  |  |  |  |  |  |  |  |  |  |  |  |  |  |  |
|  |                                                |  |  |  |  |  |  |  |  |  |  |  |  |  |  |  |
|  | 17. María Josefa Báez del Villar               |  |  |  |  |  |  |  |  |  |  |  |  |  |  |  |
|  |                                                |  |  |  |  |  |  |  |  |  |  |  |  |  |  |  |
|  |                                                |  |  |  |  |  |  |  |  |  |  |  |  |  |  |  |
|  | 4. José María Medina Báez                      |  |  |  |  |  |  |  |  |  |  |  |  |  |  |  |
|  |                                                |  |  |  |  |  |  |  |  |  |  |  |  |  |  |  |
|  |                                                |  |  |  |  |  |  |  |  |  |  |  |  |  |  |  |
|  | 18. Cristóbal Báez del Villar                  |  |  |  |  |  |  |  |  |  |  |  |  |  |  |  |
|  |                                                |  |  |  |  |  |  |  |  |  |  |  |  |  |  |  |
|  |                                                |  |  |  |  |  |  |  |  |  |  |  |  |  |  |  |
|  | 9. Ana Joaquina Báez Tejeda                    |  |  |  |  |  |  |  |  |  |  |  |  |  |  |  |
|  |                                                |  |  |  |  |  |  |  |  |  |  |  |  |  |  |  |
|  |                                                |  |  |  |  |  |  |  |  |  |  |  |  |  |  |  |
|  | 19. María del Socorro Tejeda Santos            |  |  |  |  |  |  |  |  |  |  |  |  |  |  |  |
|  |                                                |  |  |  |  |  |  |  |  |  |  |  |  |  |  |  |
|  |                                                |  |  |  |  |  |  |  |  |  |  |  |  |  |  |  |
|  | 2. Juan Pablo Medina de los Santos (1918–2019) |  |  |  |  |  |  |  |  |  |  |  |  |  |  |  |
|  |                                                |  |  |  |  |  |  |  |  |  |  |  |  |  |  |  |
|  |                                                |  |  |  |  |  |  |  |  |  |  |  |  |  |  |  |
|  | 5. Lucía Blasina de los Santos                 |  |  |  |  |  |  |  |  |  |  |  |  |  |  |  |
|  |                                                |  |  |  |  |  |  |  |  |  |  |  |  |  |  |  |
|  |                                                |  |  |  |  |  |  |  |  |  |  |  |  |  |  |  |
|  | 1. Danilo Medina Sánchez (*1951)               |  |  |  |  |  |  |  |  |  |  |  |  |  |  |  |
|  |                                                |  |  |  |  |  |  |  |  |  |  |  |  |  |  |  |
|  |                                                |  |  |  |  |  |  |  |  |  |  |  |  |  |  |  |
|  | 6. Isael Sánchez                               |  |  |  |  |  |  |  |  |  |  |  |  |  |  |  |
|  |                                                |  |  |  |  |  |  |  |  |  |  |  |  |  |  |  |
|  |                                                |  |  |  |  |  |  |  |  |  |  |  |  |  |  |  |
|  | 3. Amelia Sánchez Abreu (†2004)                |  |  |  |  |  |  |  |  |  |  |  |  |  |  |  |
|  |                                                |  |  |  |  |  |  |  |  |  |  |  |  |  |  |  |
|  |                                                |  |  |  |  |  |  |  |  |  |  |  |  |  |  |  |
|  | 14. Buenaventura Abreu                         |  |  |  |  |  |  |  |  |  |  |  |  |  |  |  |
|  |                                                |  |  |  |  |  |  |  |  |  |  |  |  |  |  |  |
|  |                                                |  |  |  |  |  |  |  |  |  |  |  |  |  |  |  |
|  | 7. Ana Rita Abreu Sánchez                      |  |  |  |  |  |  |  |  |  |  |  |  |  |  |  |
|  |                                                |  |  |  |  |  |  |  |  |  |  |  |  |  |  |  |
|  |                                                |  |  |  |  |  |  |  |  |  |  |  |  |  |  |  |
|  | 30. Matías Sánchez Romero                      |  |  |  |  |  |  |  |  |  |  |  |  |  |  |  |
|  |                                                |  |  |  |  |  |  |  |  |  |  |  |  |  |  |  |
|  |                                                |  |  |  |  |  |  |  |  |  |  |  |  |  |  |  |
|  | 15. Ana Teresa Sánchez                         |  |  |  |  |  |  |  |  |  |  |  |  |  |  |  |
|  |                                                |  |  |  |  |  |  |  |  |  |  |  |  |  |  |  |
|  |                                                |  |  |  |  |  |  |  |  |  |  |  |  |  |  |  |

Fuentes
1. Espinal Hernández, Edwin Rafael; "Genealogía paterna del presidente Danilo Medina" (25 de agosto de 2012). Instituto Dominicano de Genealogía.
2. Espinal Hernández, Edwin Rafael; "Genealogía materna del presidente Danilo Medina" (1 de septiembre de 2012). Instituto Dominicano de Genealogía.